# Real Murcia Club de Fútbol
O Real Murcia Club de Fútbol é um clube de futebol espanhol da cidade de Murcia na Província de Murcia, sendo fundado em 1908. Atualmente disputa a Terceira Divisão Espanhola, sendo o time com maior número de títulos da Segunda Divisão Espanhola. Joga em seu estádio, Nueva Condomina, com capacidade para 31.179 espectadores.

## História
O clube foi fundado em 1908 com o nome de Murcia Club de Fútbol. Na temporada 1922/1923 o então Rei da Espanha, Afonso XIII, concedeu-lhe o nome de Real Murcia. No ano de 1940 a equipe chegou a primeira divisão pela primeira vez.
Com 9 Titulos, É o maior campeão do Campeonato Espanhol - 2ª Divisão.

## Elenco
Atualizado em 29 de dezembro de 2020.